# Unias
Unias là một xã trong tỉnh Loire miền trung nước Pháp.